# Международная медаль имени профессора Гуннара Эрдтмана за палинологию
Медаль имени профессора Гуннара Эрдтмана (Золотая медаль им. профессора Гуннара Эрдтмана; англ. Professor Gunnar Erdtman International medal for Palynology) — Международная награда за научные достижения в области палинологии.
Золотая медаль имени профессора Гуннара Эрдтмана «За успехи в палинологии» учреждена Палинологическим обществом Индии в честь шведского ученого, профессора Г. Эрдтмана, долгое время работавшего в Индии.
Названа в честь шведского палеоботаника профессора Гуннара Эрдтмана, стоявшего у истоков современной науки палинология.

## История
В 1968 году Палинологическое общество Индии основало международную награду за вклад в палинологию — «Международная медаль профессора Гуннара Эрдтмана за палинологию» (англ. Professor Gunnar Erdtman International medal for Palynology).
В разные годы были награждены:
1. 1968 —  Куприянова, Людмила Андреевна
2. 1969 —  G. 0. W. Kremp
3. 1970 —  K. Frcgri
4. 1971 —  Нейштадт, Марк Ильич
5. 1972 —  J. Heslop-Harrison
6. 1973 —  L. R. Wilson
7. 1974 —  E P. Jonker
8. 1976 —  P. N. Mehra
9. 1980 —  H. Godwin
10. 1981 —  C. G. K. Ramanujam
11. 1983 —  S. Chanda
12. 1988 —  J. R. Rowlcy
13. 1991 —  S. Nilsson
14. — [уточнить]